# にんじん (友部正人のアルバム)
『にんじん』は、友部正人がURCレコードから1973年1月15日に発売したセカンドアルバム。本作を最後に次作からはCBSソニーへ移籍する。

## 解説
現代の人間疎外、人間不信の中で、にせものヒューマニズムに見切りをつけ、自己の立脚点を求めて、さまよい続ける友部正人の心情の結晶。
漂泊のフォーク・シンガー、友部正人の出世作となった全編弾き語りのセカンド・アルバム。「一本道」「乾杯」「にんじん」「トーキング自動車レースブルース」など、闘争の季節終焉後の閉塞の時代にあって共感を呼んだ代表作収録。

## 収録曲
作詞・作曲：友部正人

### Side:A
1. ふーさん  –  (2:32）
2. ストライキ  –  (4:44）
3. 乾杯  –  (6:01）
4. 一本道（アルバム・バージョン）  –  (5:04）
5. にんじん  –  (5:14）

### Side:B
1. トーキング自転車レースブルース  –  (4:57）
2. 長崎慕情  –  (4:05）
3. 西の空に陽が落ちて  –  (3:31）
4. 夢のカリフォルニア  –  (4:35）
5. 君が欲しい  –  (5:50）

## クレジット

### レコーディング・メンバー
- ギター・ハーモニカ・唄  –  友部正人

### スタッフ
- 制作  –  1972アート音楽出版
- ディレクター  –  岩井宏
- 文字  –  友部正人
- エンジニア  –  吉野金次、野村正樹
- 写真撮影  –  北畠健三

## 発売履歴
| 発売日         | レーベル         | 規格           | 規格品番   | 備考                               |
| -------------- | ---------------- | -------------- | ---------- | ---------------------------------- |
| 1973年1月25日  | URCレコード      | LP             | URL-1032   |                                    |
| 1977年         | URCレコード      | LP             | UX-8013    |                                    |
| 1980年8月      | SMS Records      | LP             | SM20-4139  |                                    |
| 1987年10月21日 | SMS Records      | LP             | MD30-4139  |                                    |
| 1989年         | Kitty Records    | CD             | H20K-25024 |                                    |
| 1995年12月6日  | 東芝EMI          | CD             | TOCT-9290  |                                    |
| 2003年3月5日   | avex lo.         | CD             | IOCD-40041 | 2003年デジタル・リマスタリング盤。 |
| 2005年3月16日  | avex lo.         | CD（紙ジャケ） | IOCD-40089 |                                    |
| 2009年5月20日  | ポニーキャニオン | HQCD           | PCCA-50120 |                                    |
| 2009年5月20日  | ポニーキャニオン | 配信           | PCCA-50120 |                                    |
| 2020年3月4日   | ポニーキャニオン | CD             | PCCA-04928 |                                    |